# Шалфей
Шалфе́й, или Са́львия (лат. Salvia) — крупный род многолетних травянистых растений и кустарников семейства Яснотковые (Lamiaceae). Представители рода распространены во всех частях Старого и Нового Света. Род включает более 1000 видов.

## Ботаническое описание

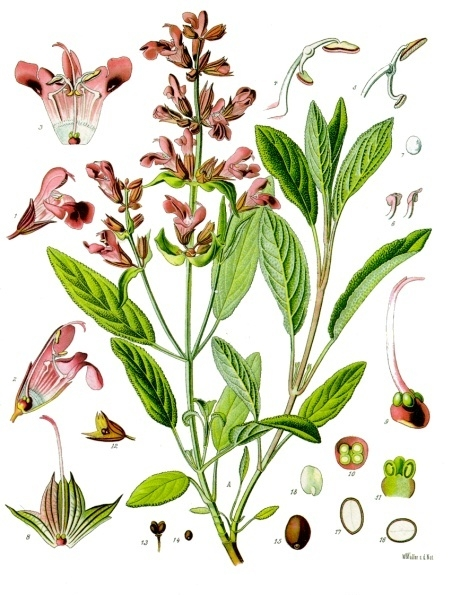
Шалфей лекарственный (Salvia officinalis) — типовой вид рода Шалфей.

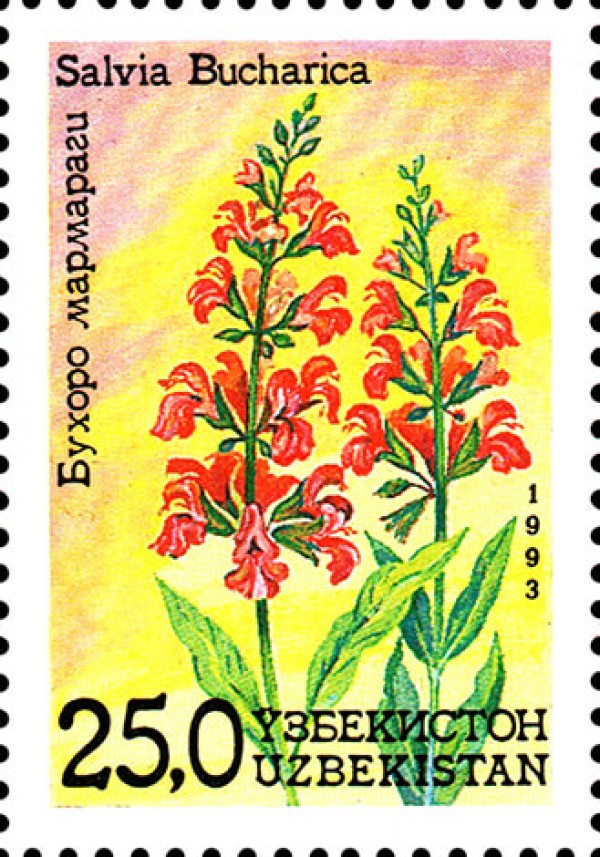
Бухарский шалфей. Почтовая марка Узбекистана 1993 года.

Травы и полукустарники порой с мощным корнем и многочисленными стеблями.
Листья простые или перистые.
Чашечка колокольчатая, трубчато-колокольчатая, коническая или трубчатая, во время плодоношения не изменяющаяся или немного увеличивающаяся; верхняя губа трёхзубчатая. Венчик всегда двугубый; верхняя губа шлемовидная, серповидная или прямая; средняя лопасть нижней губы значительно крупнее боковых, очень редко равна боковым. Тычинок две; столбик нитевидный; рыльце двулопастное.
Орешки яйцевидные, округлые или иногда почти трёхгранные, гладкие.

## Хозяйственное значение и применение
Все виды этого рода являются эфиромасличными.
Некоторые из них вошли в культуру как лекарственные, например, Шалфей лекарственный (Salvia officinalis) содержит дубильные вещества, некоторые виды шалфея известны противовоспалительными и смягчающими свойствами.
Различные свойства эфирных масел у разных видов шалфея и возможности их применения ещё недостаточно изучены.
Наибольшей известностью пользуется Шалфей мускатный (Salvia sclarea), его используют в качестве пряности.
Многие виды, в том числе Шалфей сверкающий (Salvia splendens), Шалфей дубравный (Salvia nemorosa) и Шалфей зелёный (Salvia viridis), являются декоративными растениями, применяются для обсадки дорожек в садах и парках.
Шалфей зелёный и Шалфей пустынный (Salvia deserta) считаются хорошими медоносами.
Шалфей мускатный в Германии с давних времён используют в виноделии.
Семена шалфея мускатного и шалфея пустынного содержат невысыхающее жирное масло, применяемое в производстве олифы, лаков и красок.
Жмых семян шалфея мускатного может служить кормом для скота.

## Классификация

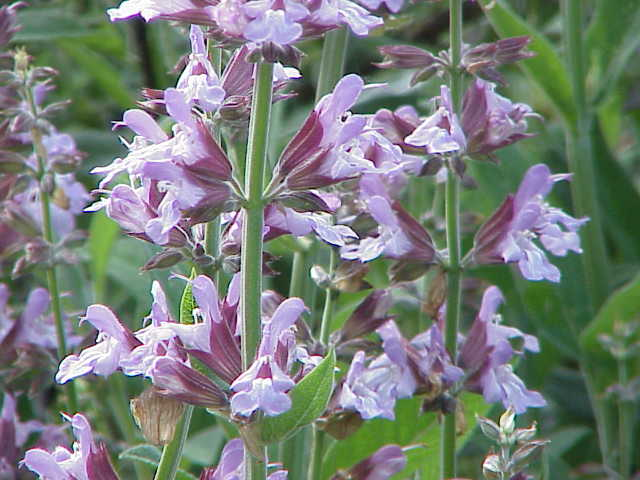
Шалфей лекарственный (Salvia officinalis)

### Таксономия
Salvia L., 1753, Sp. Pl. : 23
Род Шалфей относится к семейству Яснотковые (Lamiaceae) порядка Ясноткоцветные (Lamiales). Таксономическая схема в соответствии с Системой APG IV по состоянию на декабрь 2023 года:
|  |                                      |  |                                   |                                   |                      |  | ещё 23 семейства |               |               |                                                                    |
|  |                                      |  |                                   |                                   |                      |  |                  |               |               | 1 049 подтвержденных видов и 190 таксонов, ожидающих подтверждения |
|  |                                      |  |                                   | порядок Ясноткоцветные            |                      |  |                  |               | род Шалфей    |                                                                    |
|  |                                      |  |                                   | порядок Ясноткоцветные            |                      |  |                  |               | род Шалфей    |                                                                    |
|  | отдел Цветковые, или Покрытосеменные |  |                                   |                                   | семейство Яснотковые |  |                  |               |               |                                                                    |
|  | отдел Цветковые, или Покрытосеменные |  |                                   |                                   |                      |  |                  |               |               |                                                                    |
|  |                                      |  | ещё 63 порядка цветковых растений | ещё 63 порядка цветковых растений |                      |  |                  | ещё 268 родов | ещё 268 родов |                                                                    |
|  |                                      |  |                                   | ещё 63 порядка цветковых растений |                      |  |                  |               | ещё 268 родов |                                                                    |

### Виды

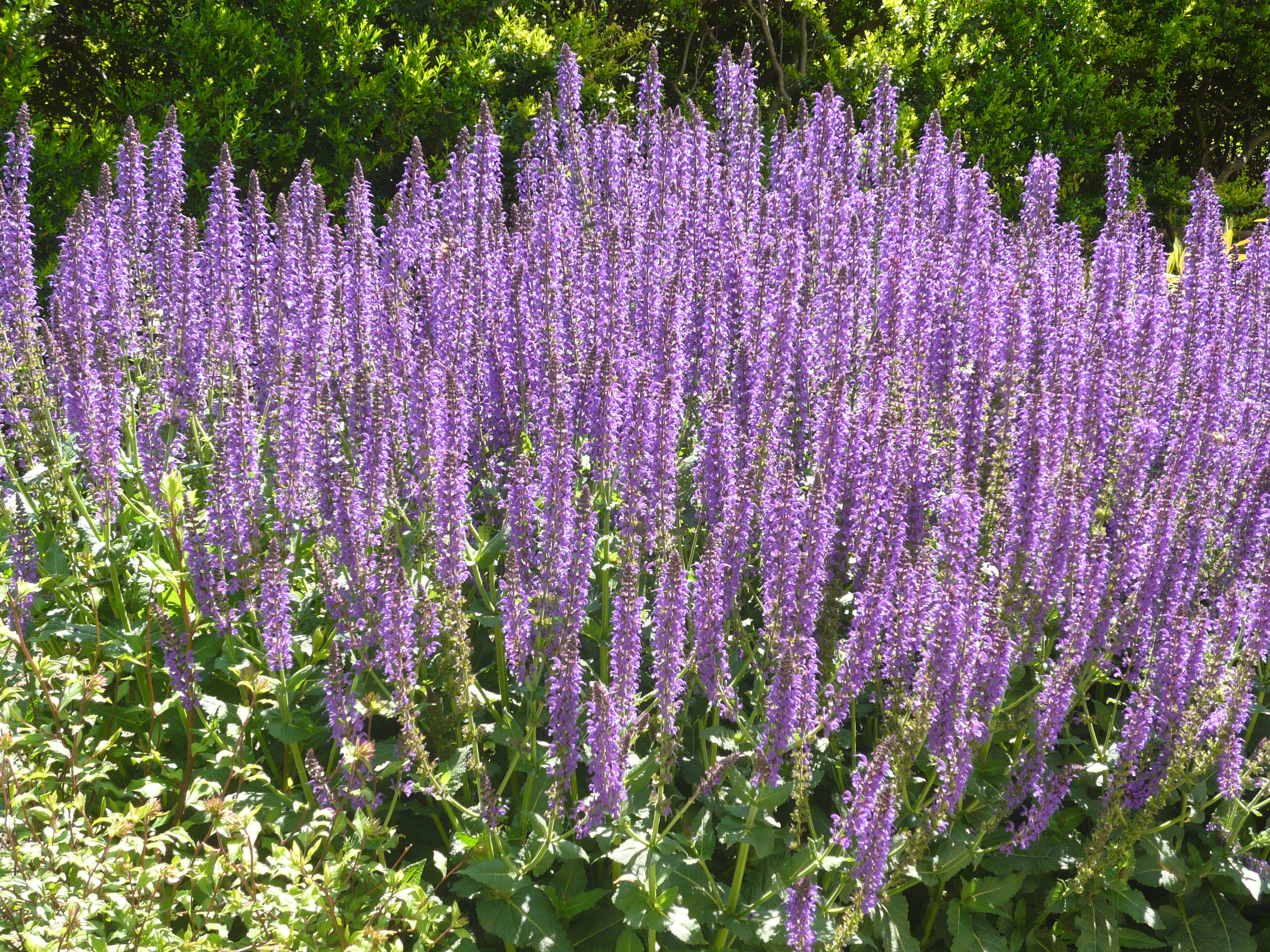
Шалфей лесной (Salvia sylvestris)

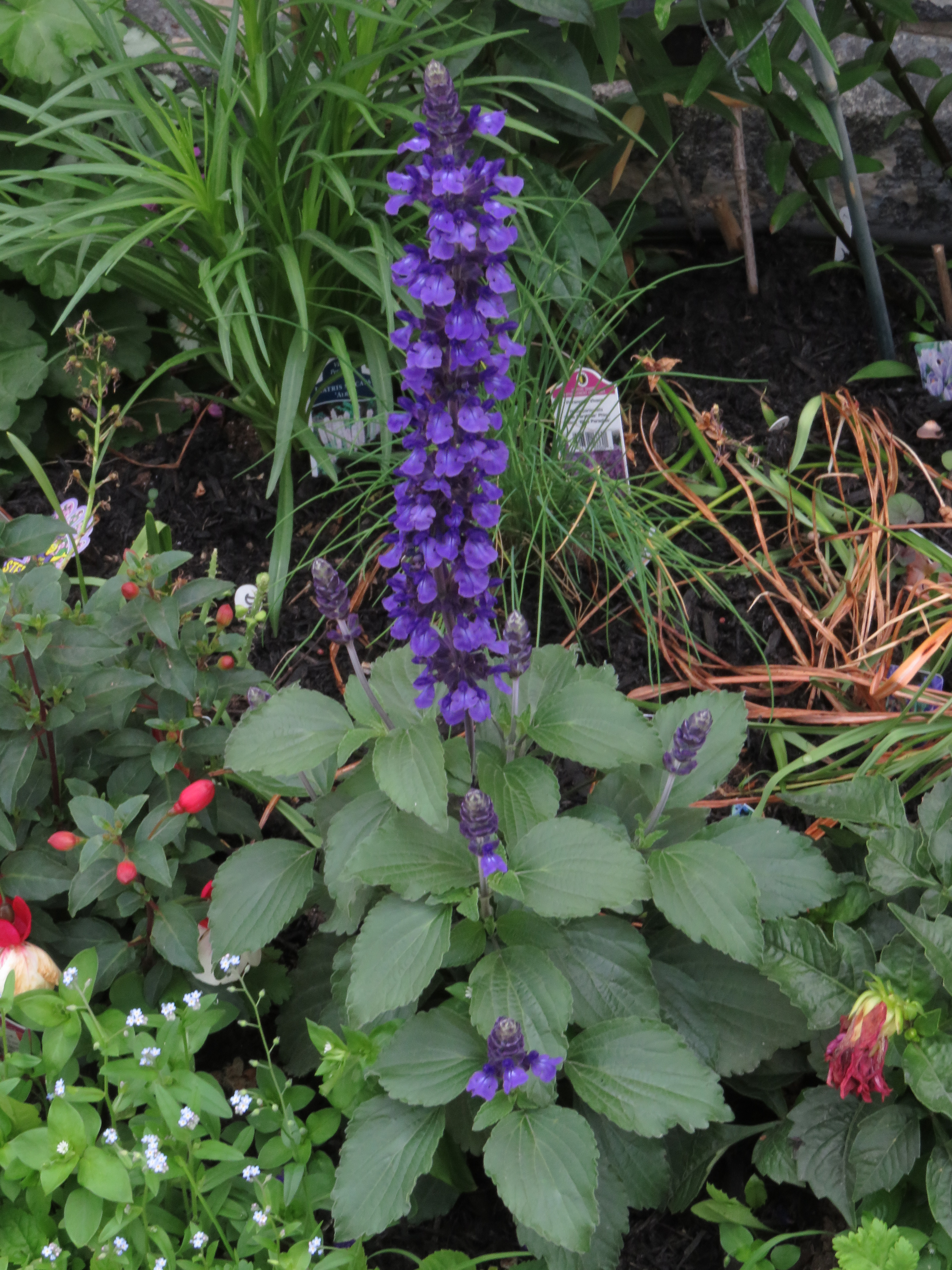
'Mystic Spires Blue' — сорт шалфея гибридного происхождения, полученный при скрещивания видов Salvia farinacea и Salvia longispicata

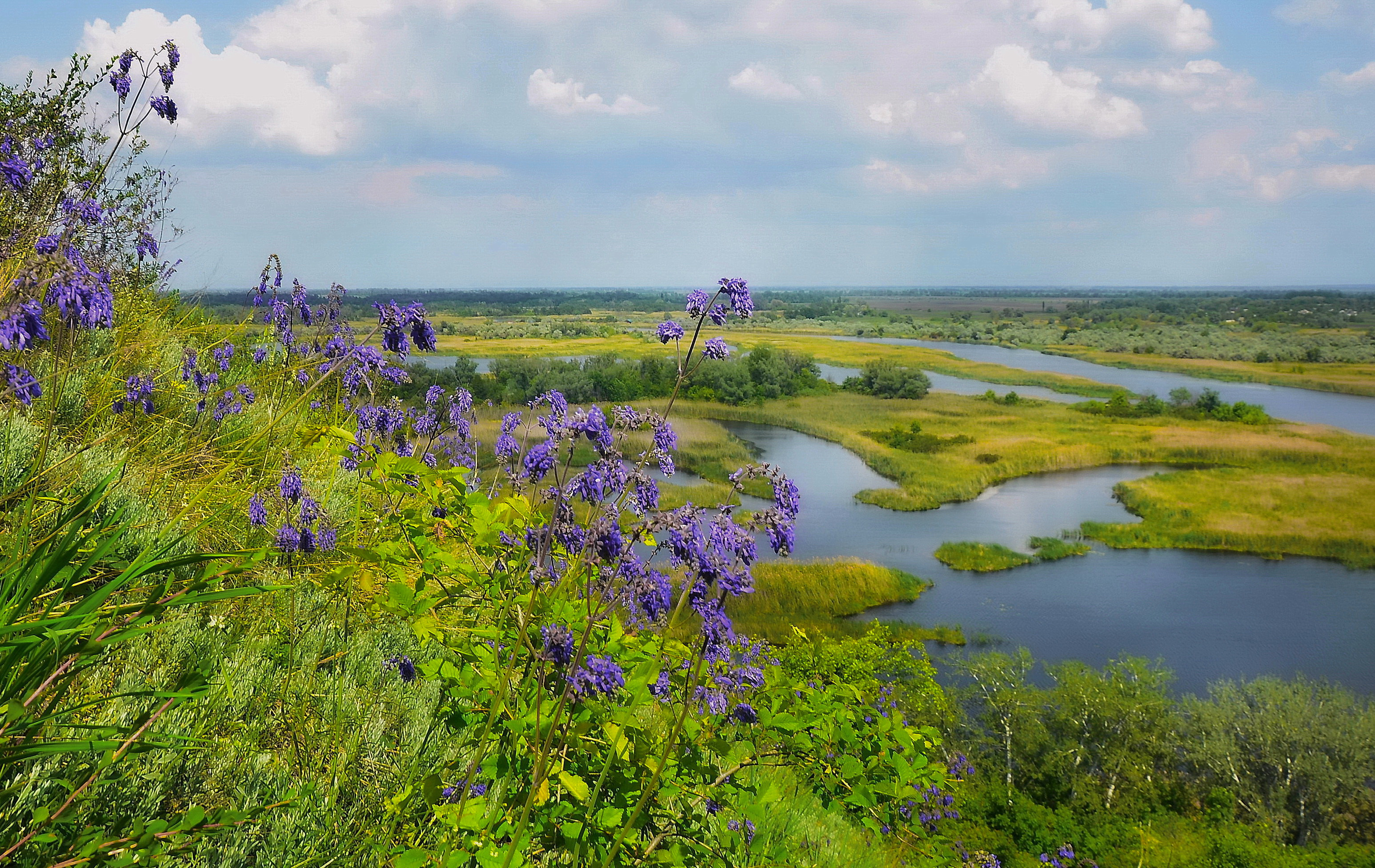
Шалфей поникающий

Систематика видов шалфея была очень запутанной на протяжении многих лет. В зависимости от классификации в состав рода включалось от 700 до более 2000 таксонов шалфея.
Некоторые виды: 
- Salvia aethiopis L. — Шалфей эфиопский
- Salvia africana L. — Шалфей африканский
- Salvia apiana Jeps. — Шалфей белый
- Salvia argentea L. — Шалфей серебристый
- Salvia aurea L. — Шалфей золотистый
- Salvia austriaca Jacq. — Шалфей австрийский
- Salvia azurea Lam. — Шалфей лазоревый
- Salvia brachyantha (Bordz.) Pobed. — Шалфей короткоцветковый
- Salvia brandegeei Munz — Шалфей Брандеги
- Salvia canariensis L. — Шалфей канарский
- Salvia candelabrum Boiss. — Шалфей свечевидный
- Salvia carduacea Benth. — Шалфей чертополоховый
- Salvia chamaedryoides Cav. — Шалфей дубровниковый
- Salvia clevelandii (A.Gray) Greene — Шалфей Кливленда, или Шалфей кливлендский
- Salvia coccinea Buc'hoz ex Etl. — Шалфей ярко-красный
- Salvia columbariae Benth. — Шалфей голубиный
- Salvia compar (Wissjul.) Trautv. ex Sosn. — Шалфей равный
- Salvia daghestanica Sosn. — Шалфей дагестанский
- Salvia deserta Schangin — Шалфей пустынный
- Salvia divinorum Epling & Jativa — Шалфей предсказателей, или Шалфей наркотический
- Salvia dominica L. — Шалфей Доминика
- Salvia dumetorum Andrz. ex Besser — Шалфей зарослевый, или Шалфей кустарниковый
- Salvia farinacea Benth. — Шалфей мучнистый
- Salvia forskahlii L. — Шалфей Форскаля
- Salvia glutinosa L. — Шалфей клейкий, или Шалфей железистый
- Salvia hispanica L. — Чиа белая, или Шалфей испанский
- Salvia involucrata Cav. — Шалфей покрывальный
- Salvia judaica Boiss. — Шалфей иудейский
- Salvia jurisicii Kosanin — Шалфей Юрисича
- Salvia lavandulifolia Vahl — Шалфей лавандолистный
- Salvia leucophylla Greene — Шалфей белолистный
- Salvia limbata C.A.Mey. — Шалфей окаймлённый
- Salvia mellifera Greene — Шалфей медоносный
- Salvia microphylla Kunth — Шалфей мелколистный
- Salvia munzii Epling — Шалфей Мюнца
- Salvia nemorosa L. — Шалфей дубравный
- Salvia nutans L. — Шалфей поникающий
- Salvia officinalis L. typus[1] — Шалфей лекарственный
- Salvia patens Cav. — Шалфей отклонённый
- Salvia plebeia R.Br. — Шалфей обыкновенный
- Salvia pratensis L. — Шалфей луговой
- Salvia reflexa Hornem. — Шалфей отогнутый
- Salvia ringens Sm. — Шалфей раскрытый
- Salvia roemeriana Scheele — Шалфей Ремера
- Salvia sclarea L. — Шалфей мускатный
- Salvia spathacea Greene — Шалфей покрывальцевый
- Salvia spinosa L. — Шалфей колючий
- Salvia splendens Sellow ex Schult. — Шалфей блестящий
- Salvia sylvestris L. — Шалфей лесной
- Salvia syriaca L. — Шалфей сирийский
- Salvia taraxacifolia Coss. & Bal. — Шалфей одуванчиколистный
- Salvia tesquicola Klokov & Pobed. — Шалфей остепнённый, или Шалфей сухостепной
- Salvia transsylvanica Schur — Шалфей трансильванский
- Salvia uliginosa Benth. — Шалфей болотный
- Salvia verbascifolia M.Bieb. — Шалфей коровяковый
- Salvia verbenaca L. — Шалфей вербеновый
- Salvia verticillata L. — Шалфей мутовчатый
- Salvia virgata Jacq. — Шалфей прутьевидный
- Salvia viridis L. — Шалфей зелёный
- Salvia macrosiphon Boiss. — Шалфей длиннотрубчатый

### Синонимы
- Aethyopys (Benth.) Opiz
- Arischrada Pobed.
- Audibertia Benth.
- Audibertiella Briq.
- Calosphace Raf.
- Enipea Raf.
- Fenixanthes Raf.
- Flipanta Raf.
- Gallitrichum Fourr.
- Kiosmina Raf.
- Larnastyra Raf.
- Lasemia Raf.
- Pleudia Raf.
- Polakia Stapf
- Pycnosphace (Benth.) Rydb.
- Ramona Greene
- Sclarea Mill.
- Stenarrhena D.Don

## В астрономии
В честь шалфея назван астероид (1083) Сальвия, открытый в 1928 году немецким астрономом Карлом Райнмутом в Гейдельбергской обсерватории.